# Сеньор Сарка

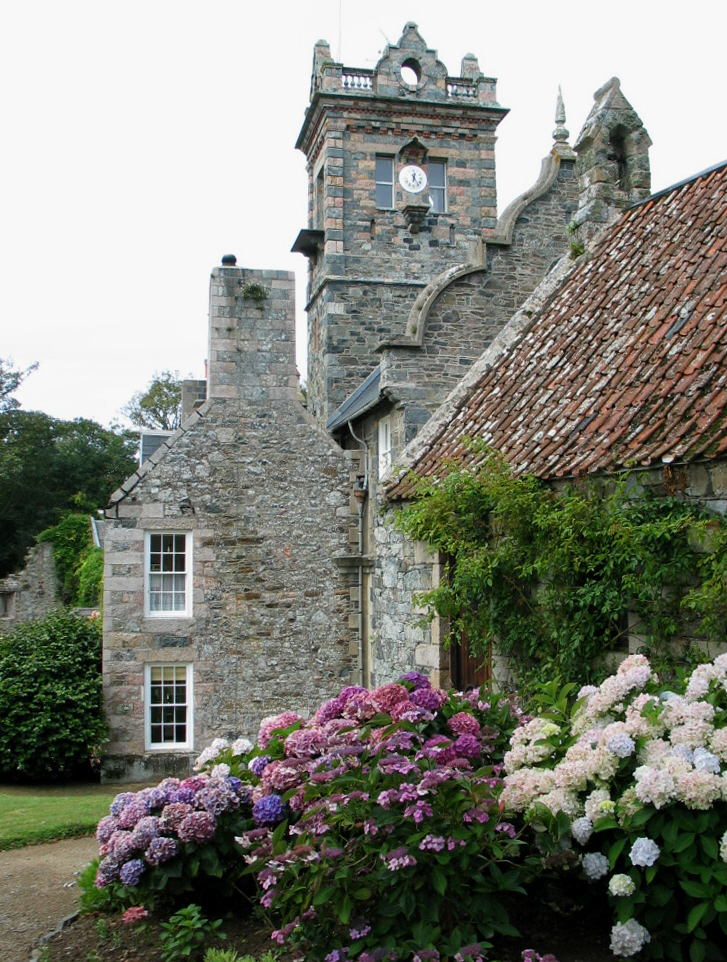
Сеньория Сарка

Сеньо́р Са́рка (фр. Le Seigneur de Sercq, англ. The Seigneur of Sark) — глава Сарка, острова в составе британского коронного владения Гернси. В случае, если сеньорство имеет женщина, она имеет титул Дама Сарка.
Институт сеньорства на острове был введен в 1563 году, а в 1565 году был подтверждён указом Елизаветы I о предоставлении Хелиеру де Картерету права феодала острова. Кроме того, королевской грамотой сеньору предписано иметь на Сарке по крайней мере 40 вооружённых мужчин. Таким образом, земля острова была поделена на 40 участков. Арендаторы этих участков входили в Совет.
Сеньору Сарка, согласно законам, единственному позволялось разводить голубей и иметь нестерилизованных собак.
Феодальный порядок существовал до апреля 2008 года, а Сарк назывался «последним оплотом феодализма в Европе». После этого Совет стал избираться всенародным голосованием.

## Список сеньоров Сарка
1. Хелиер де Картерет (1563—1578)
2. Филипп де Картерет I (1578—1594)
3. Филипп де Картерет II (1594—1643)
4. Филипп де Картерет III (1643—1663)
5. Филипп де Картерет IV (1663—1693)
6. Чарльз де Картерет (1693—1715)
7. Джон Картерет (1715—1720)
8. Джон Джонсон (1720—1723)
9. Джеймс Милнер (1723—1730)
10. Сьюсанн ле Пелли (1730—1733)
11. Никлас ле Пелли (1733—1742)
12. Дэниэл ле Пелли (1742—1752)
13. Пьер ле Пелли I (1752—1778)
14. Пьер ле Пелли II (1778—1820)
15. Пьер ле Пелли III (1820—1839)
16. Эрнест ле Пелли (1839—1849)
17. Пьер-Кэри Пьер ле Пелли (1849—1852)
18. Мэри Коллингс (1852—1853)
19. Уильям Томас Коллингс (1853—1882)
20. Уильям Фредерик Коллингс (1882—1927)
21. Сибил Мэри Хатауэй (1927—1940 и 1945—1974)[3]
22. Джон Майкл Бомонт (1974—2016)
23. Кристофер Бомонт (с 2016)

## 1940—1945
Во время оккупации Нормандских островов 1940—1945 гг. главой Сарка являлся представитель коменданта Гернси.
- Стефан Гердт (1940—1942)
- Иоганн Хинкель (1942—28 марта 1943)

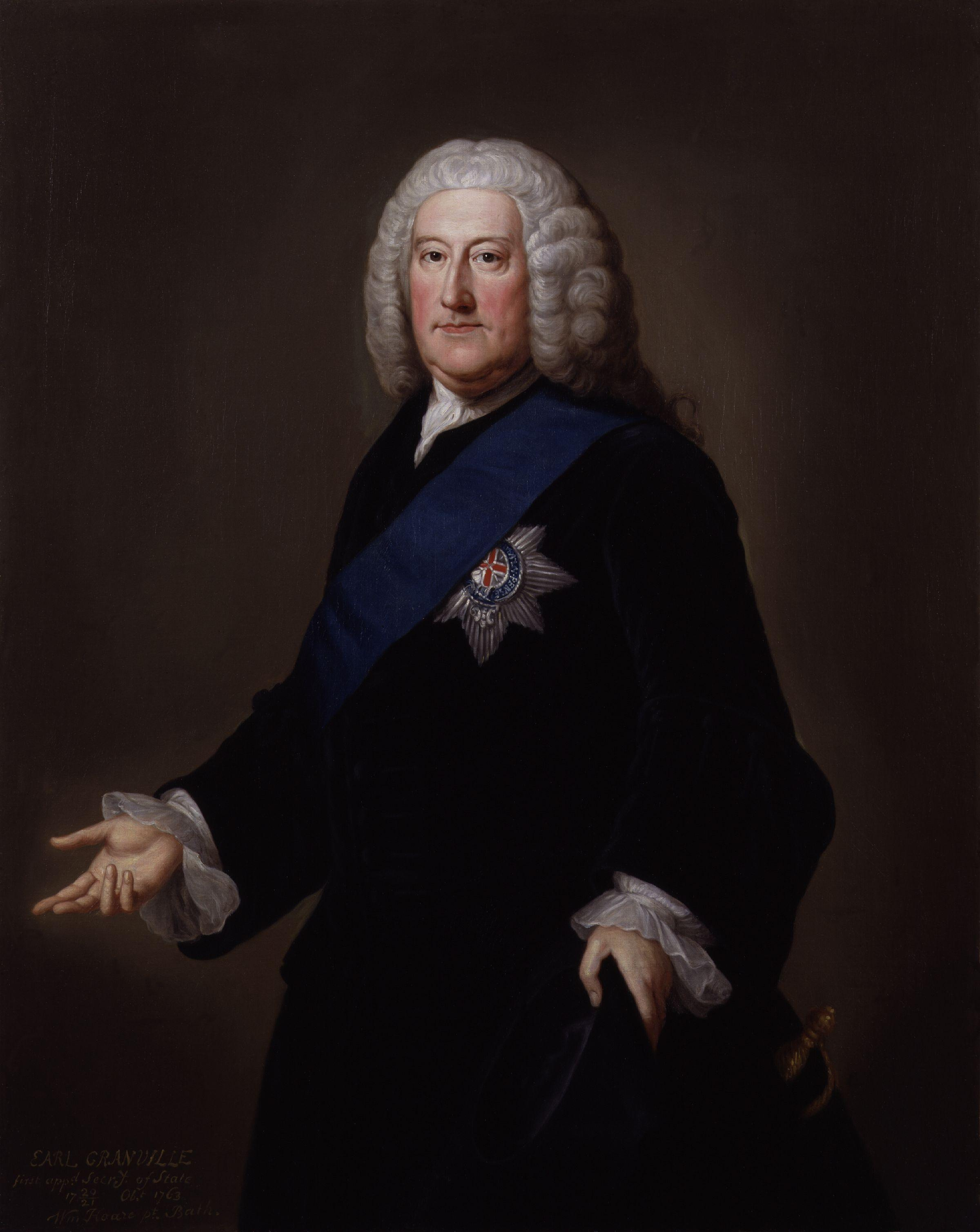
Джон Картерет (1715—1720)
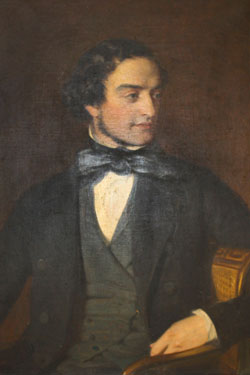
Уильям Томас Коллингс (1853—1882)
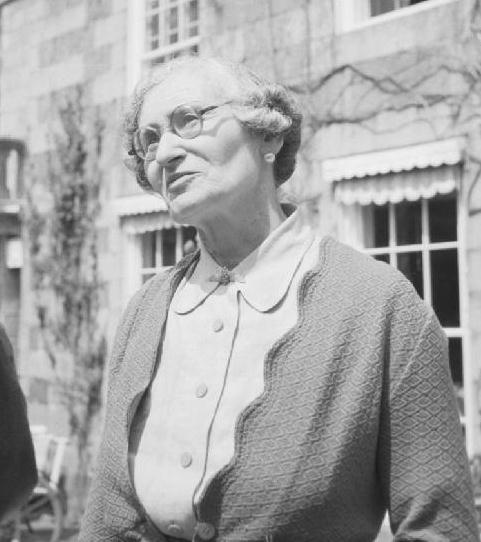
Сибил Мэри Хатауэй (1927—1974)
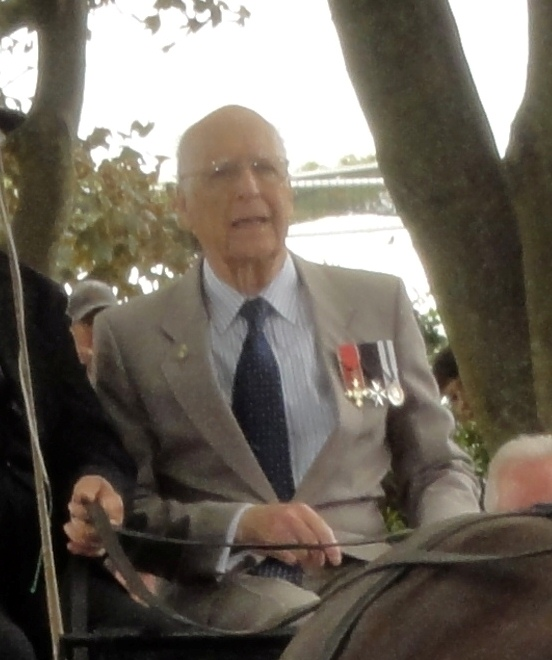
Джон Майкл Бомонт (с 1974 года)